# Nichelle Nichols
Nichelle Nichols, geboren als Grace Nichols, (Robbins (Illinois), 28 december 1932 – Silver City (New Mexico), 30 juli 2022) was een Amerikaans actrice. Ze is vooral bekend van haar rol als luitenant Nyota Uhura uit de Star Trek televisieserie en speelfilms.

## Biografie
Nichelle Nichols werd geboren in Robbins, een dorpje in de buurt van Chicago. Haar vader was de burgemeester van dit plaatsje. Nichols studeerde in Chicago, New York en Los Angeles. In New York trad ze een tijdje op als zangeres. Ze reisde ook met de Duke Ellington- en Lionel Hamptonbands door Noord-Amerika en Europa. 
Na acteerwerk in diverse televisie- en theaterstukken werd Nichols gevraagd voor de rol van luitenant Nyota Uhura in de oorspronkelijke televisieserie van de sciencefiction Star Trek. Ze speelde ook mee als Uhura in zes Star Trek-speelfilms, de laatste was Star Trek VI: The Undiscovered Country in 1991. Dankzij die rol groeide Nichols uit tot een icoon en een voorbeeld voor jonge zwarte vrouwen in de Verenigde Staten. Het Amerikaanse ruimtevaartagentschap NASA schakelde haar in om meer vrouwen en minderheden in het astronautenprogramma te krijgen. 
Sinds 2012 woonde haar trouwe manager in haar woning in San Fernando Valley nadat er dementie bij haar was vastgesteld. Door een beroerte in 2015 was ze afhankelijk van zorg. Haar familie en haar manager hadden ruzie tot de rechtbank aan toe wie haar ging verzorgen. Eind juli 2022 overleed ze op 89-jarige leeftijd.

## Filmografie
- 1964 in Great Gettin' Up Mornin' als Joanne Logan
- 1966-1969 in Star Trek als lt. Nyota Uhura
- 1967 in Doctor, You've Got to Be Kidding! als Jenny Ribbock
- 1972 in Say Goodbye, Maggie Cole als Lisa Downey
- 1974 in Truck Turner als Dorinda
- 1973-1974 in Star Trek tekenfilmserie als lt. Nyota Uhura (stem)
- 1979 in Star Trek: The Motion Picture als lt. commander Nyota Uhura
- 1982 in Star Trek II: The Wrath of Khan als commander Nyota Uhura
- 1984 in Star Trek III: The Search for Spock als commander Nyota Uhura
- 1986 in The Supernaturals als sergeant Leona Hawkins
- 1986 in Star Trek IV: The Voyage Home als commander Nyota Uhura
- 1989 in Star Trek V: The Final Frontier als commander Nyota Uhura
- 1991 in Star Trek VI: The Undiscovered Country als commander Nyota Uhura
- 1995 in The Adventures of Captain Zoom in Outer Space als hogepriesteres Sagan